# Franz Kolb
Franz Kolb (fl 1880) fue un farmacéutico alemán y el inventor de la pasta de modelado Plastilina. Su contribución al mundo del arte y la creatividad ha dejado un legado duradero. 

## Infancia y formación
Franz Kolb nació en Alemania en el siglo XIX. Aunque no se conocen muchos detalles sobre su infancia y educación, se sabe que se convirtió en farmacéutico.

## Invención de la plastilina
En la década de 1880, Franz Kolb inventó una sustancia maleable y moldeable que se conoció como plastilina. Esta pasta de modelado revolucionaria permitió a los artistas y entusiastas de la creatividad dar forma a sus ideas de una manera completamente nueva.

## Diferencias de patente
Es importante destacar que existen diferentes puntos de vista sobre quién inventó realmente la plastilina. En Inglaterra, se atribuye la invención a William Harbutt, mientras que en Alemania se reconoce a Franz Kolb como el inventor. Esto se debe a las diferencias en los derechos de patente entre los dos países. La patente alemana de Kolb es de 1880, mientras que la patente inglesa de Harbutt es de 1897. Además, las formulaciones exactas de los dos productos son diferentes.